# جنگل اتاتورک
جنگل اتاتورک (به عبری: יער אתאטורק) یک جنگل در اسرائیل است که در حیفا واقع شده‌است.